# بلوندوس
بلوندوس (به لاتین: Blönduós) یک شهر و کمون پیشین در ایسلند است که در منطقه شمال غربی ایسلند واقع شده‌است.

## خصوصیات
بلوندوس ۸۸۱ نفر جمعیت دارد.

## خواهرخوانده
شهرهای هورزنس، کارلشته، موس، نروژ، نوکیا، فنلاند و Karlstad Municipality خواهرخوانده‌های بلوندوس هستند.

## نگارخانه

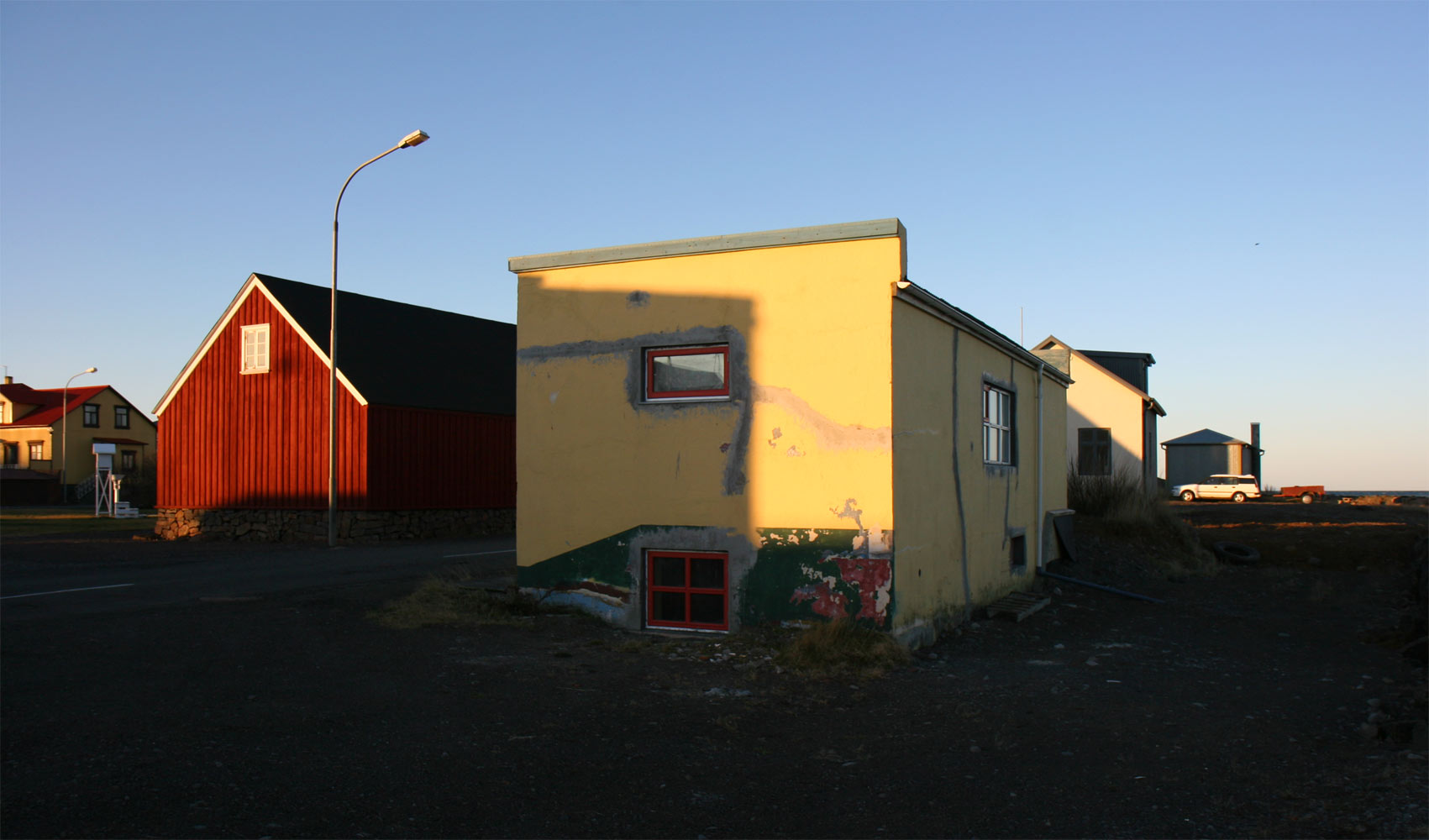
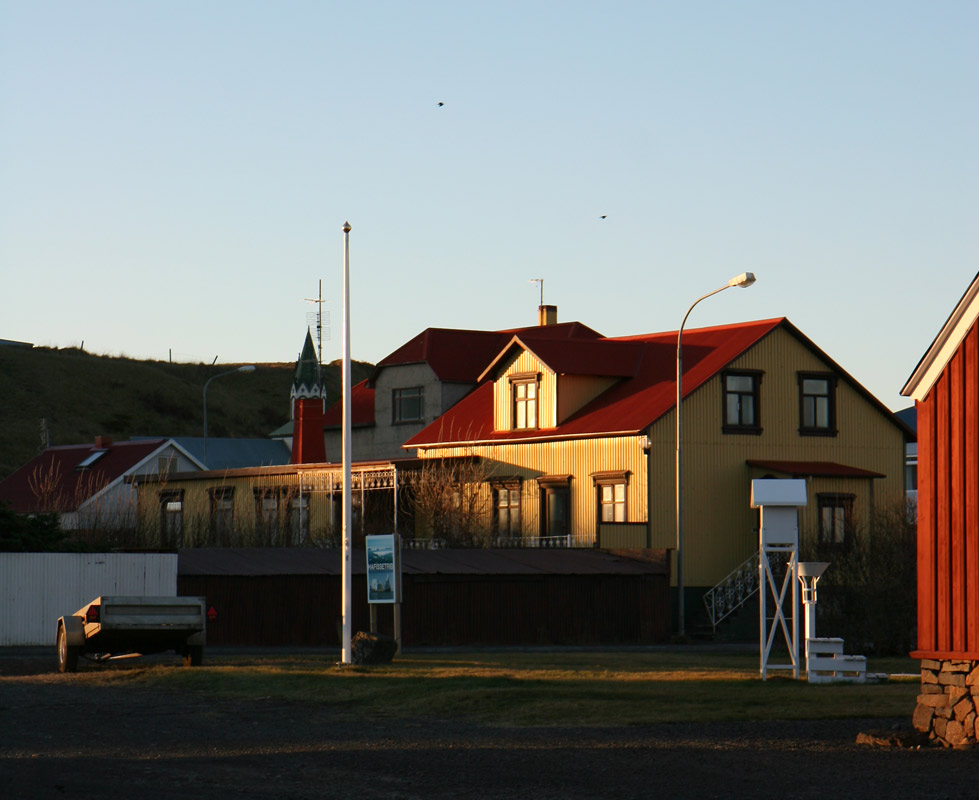
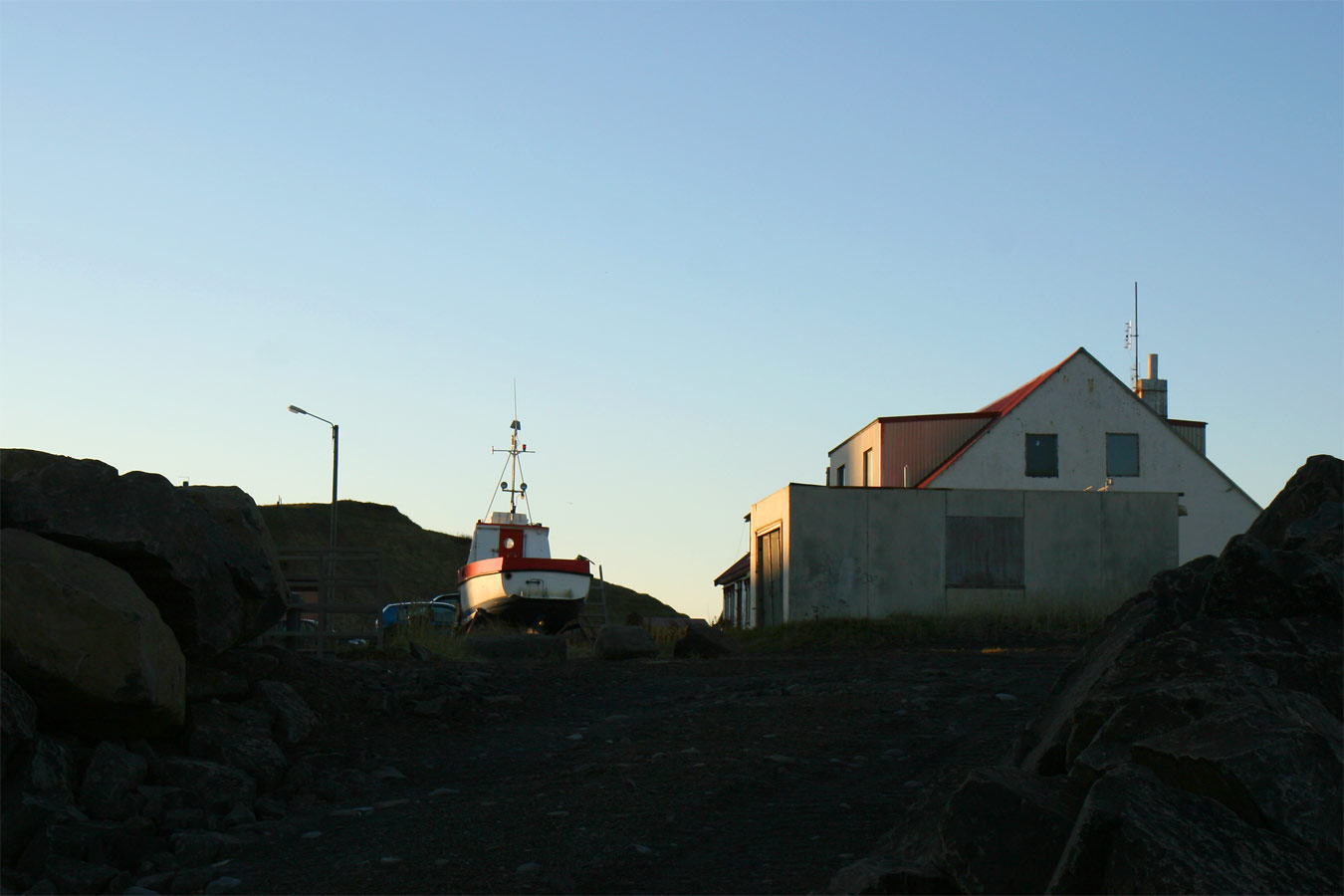
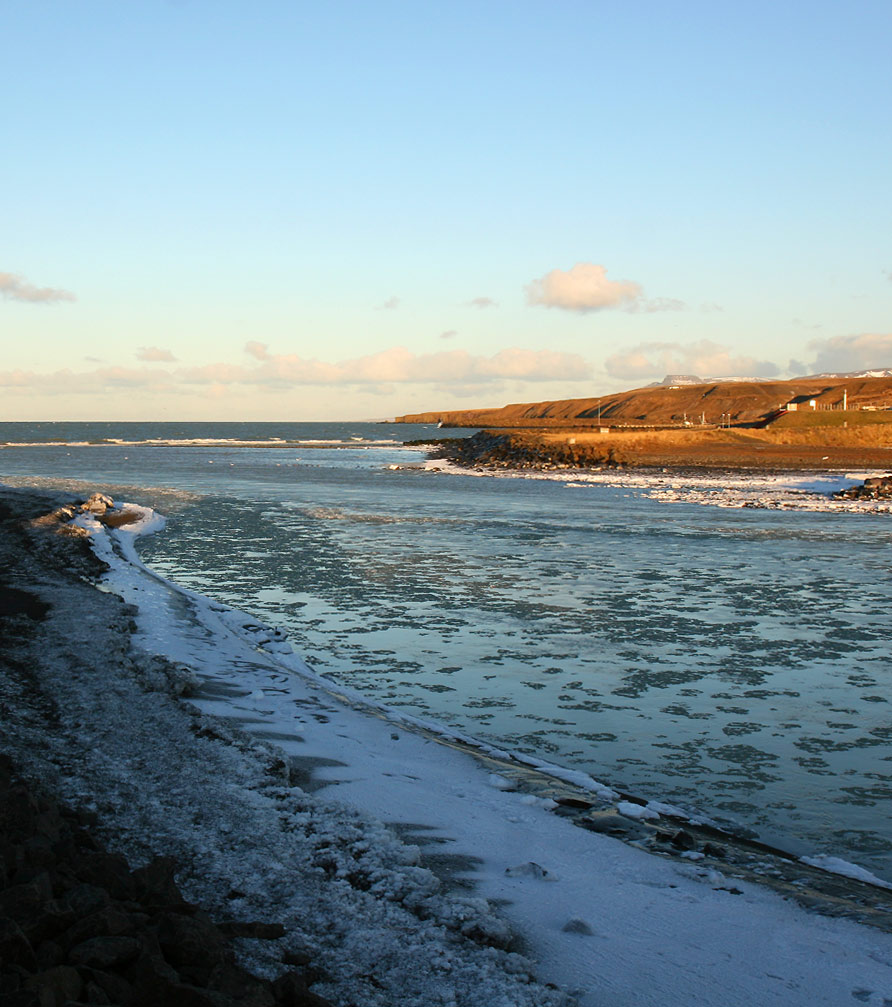